# Валгуси (Ульяновська область)
Валгуси (рос. Валгуссы) — село в Інзенському районі Ульяновської області Російської Федерації.
Населення становить 525 осіб. Входить до складу муніципального утворення Валгуське сільське поселення.

## Історія
Від 2004 року входить до складу муніципального утворення Валгуське сільське поселення.

## Населення
| 2010 |
| ---- |
| 525  |